# Józef Langfort
Józef Ignacy Langfort – profesor nauk medycznych i profesor nauk o kulturze fizycznej, specjalność naukowa: fizjologia. Profesor zwyczajny w Instytucie Medycyny Doświadczalnej i Klinicznej im. Mirosława Mossakowskiego Polskiej Akademii Nauk oraz w Akademii Wychowania Fizycznego im. Jerzego Kukuczki w Katowicach.

## Życiorys
Uzyskał tytuł zawodowy magistra wychowania fizycznego oraz stopień naukowy doktora nauk przyrodniczych. W 1998 na Wydziale Lekarskim z Oddziałem Stomatologicznym Akademii Medycznej w Białymstoku na podstawie dorobku naukowego oraz monografii pt. Wpływ diety niskowęglowodanowej na tolerancję wysiłków oraz reakcje metaboliczne i hormonalne na wysiłki o różnej charakterystyce otrzymał stopień doktora habilitowanego nauk medycznych dyscyplina: biologia medyczna specjalność: fizjologia. W 2004 nadano mu tytuł profesora nauk medycznych, a w 2009 tytuł profesora nauk o kulturze fizycznej.
W 1986 rozpoczął pracę w Instytucie Medycyny Doświadczalnej i Klinicznej im. Mirosława Mossakowskiego Polskiej Akademii Nauk. Został tam profesorem zwyczajnym. Był zatrudniony w Akademii Medycznej w Białymstoku (Wydział Lekarski z Oddziałem Stomatologii, Zakład Fizjologii) oraz w ALMAMER Szkoła Wyższa w Warszawie (Wydział Ochrony Zdrowia).
Objął stanowisko profesora zwyczajnego w Akademii Wychowania Fizycznego im. Jerzego Kukuczki w Katowicach (Wydział Wychowania Fizycznego, Katedra Teorii i Praktyki Sportu).
Został przewodniczącym Rady Naukowej Instytutu Sportu – Państwowego Instytutu Badawczego oraz członkiem Centralnej Komisji ds. Stopni i Tytułów (Sekcja IV – Nauk Medycznych).
W 2019 został członkiem Rady Doskonałości Naukowej I kadencji w dyscyplinie nauki o kulturze fizycznej.

## Odznaczenia
- Srebrny Krzyż Zasługi (2003)[6]